# Giro di Campania 2000
Il Giro di Campania 2000, sessantaduesima edizione della corsa, si svolse il 20 marzo 2000 su un percorso di 194 km. La vittoria fu appannaggio dell'italiano Dario Frigo, che completò il percorso in 5h10'34", precedendo i connazionali Oscar Cavagnis e Rodolfo Massi.
Sul traguardo di Agropoli 28 ciclisti, su 95 partiti da Marcianise, portarono a termine la competizione.

## Ordine d'arrivo (Top 10)
| Pos. | Corridore          | Squadra                  | Tempo    |
| ---- | ------------------ | ------------------------ | -------- |
| 1    | Dario Frigo        | Fassa Bortolo            | 5h10'34" |
| 2    | Oscar Cavagnis     | Alexia Alluminio         | s.t.     |
| 3    | Rodolfo Massi      | Cantina Tollo-Regain     | s.t.     |
| 4    | Volodymyr Hustov   | Fassa Bortolo            | s.t.     |
| 5    | Antonio Varriale   | Ceramica Panaria-Gaerne  | a 4"     |
| 6    | Domenico Romano    | Ceramiche Panaria-Fiordo | a 6"     |
| 7    | Volodymyr Duma     | Ceramica Panaria-Gaerne  | a 6'24"  |
| 8    | Crescenzo D'Amore  | Mapei-Quick Step         | s.t.     |
| 9    | Moreno Di Biase    | Cantina Tollo-Regain     | s.t.     |
| 10   | Cristiano Frattini | Liquigas-Pata            | s.t.     |